# المپیک تابستانی ۱۹۴۸
المپیک تابستانی ۱۹۴۸ (در انگلیسی: Games of the XIV Olympiad) که به‌طور رسمی با نام «بازی‌های المپیاد چهاردهم» شناخته می‌شود، از ۲۹ ژوئیه ۱۹۴۸ تا ۱۴ اوت ۱۹۴۸ میلادی در شهر لندن در کشور انگلستان و با حضور ۴٬۰۹۹ ورزشکار زن و مرد از ۵۹ کشور جهان و در ۱۷ رشته ورزشی برگزار شد.
بازی‌های المپیک تابستانی ۱۹۴۸ لندن، آغازگر فصل جدیدی از رقابت‌های ورزشی در میدان المپیک پس از یک وقفه ۱۲ ساله به دلیل وقوع جنگ جهانی دوم و پس از بازی‌های المپیک تابستانی ۱۹۳۶ برلین برگزار شد.

## انتخاب میزبان
کاندیداها:
1. لوزان-سوئیس
2. لندن-بریتانیا (برای دومین بار)
3. مینیاپولیس-ایالات متحده آمریکا
4. فیلادلفیا-ایالات متحده آمریکا
5. بالتیمور-ایالات متحده آمریکا
6. لس آنجلس-ایالات متحده آمریکا (برای دومین بار)

انتخاب: لندن (برای دومین بار)
محل رای‌گیری: لوزان- سوییس

## تاریخچه
اگر جنگ جهانی دوم به وقوع نمی‌پیوست، لندن می‌بایست تا در سال ۱۹۴۴ میزبان بازی‌های المپیک می‌شد.
در بازی‌های المپیاد چهاردهم، پنجاه و نه کشور در این دوره از بازی‌ها شرکت داشتند. در این دوره از کشورهای آلمان و ژاپن برای شرکت در بازی‌ها دعوت نشده بود. همچنین اتحاد جماهیر شوروی نیز از آن جهت در المپیک لندن شرکت نداشت که به عضویت کمیته بین‌المللی المپیک در نیامده بود.
در لندن به دلیل مسایل پس از جنگ، دهکده المپیک ساخته نشد و در عوض ورزشکاران را در سربازخانه‌ها اسکان دادند. مسابقات در استادیوم ومبلی شهر لندن برگزار می‌شدند.

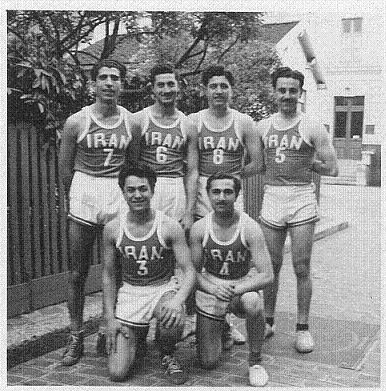
تیم ملی بسکتبال ایران در المپیک لندن

ستاره این دوره از بازی‌ها فنی بلانکرس کون (Fanny Blankers-Koen) هلندی بود که توانست چهار مدال طلا کسب کند. او که مادر دو فرزند بود، «زن خانه‌دار پرنده» لقب گرفت. در این دوره نیز ایالات متحده آمریکا بیشترین تعداد مدال‌ها را به دست آورد و تیم‌های‌های سوئد و فرانسه در رده‌های بعدی جدول قهرمانی قرار گرفتند.
کاروان ورزشی ایران با ۵۲ نفر که از ورزشکاران، مربیان و سرپرستان تیم تشکیل شده بود، در بازی‌های المپیک تابستانی ۱۹۴۸ شرکت کرد که حاصل آن یک مدال برنز جعفر سلماسی در رشته وزنه‌برداری بود. بودجه اردو و سفر و اقامت کاروان ورزشی ایران را محمدرضا شاه و مجلس شورای ملی پرداختند. شاه ایران نیز به دعوت پادشاه بریتانیا به لندن رفت و در برخی از بازی‌ها به تماشا نشست.
در رده‌بندی تیمی، کاروان ورزشی ایران با کسب یک مدال برنز در رده سی و ششم بازی‌ها قرار گرفت.

## ورزش‌ها
- ورزش‌های آبی
  -  شیرجه (۴)
  -  شنا (۱۱)
  -  واترپلو (۱)
- دو و میدانی (۳۳)
- بسکتبال (۱)
- بوکس (۸)
- قایقرانی (۹)
- دوچرخه‌سواری
  - جاده (۲)
  - پیست (۴)
- سوارکاری
  - درساژ (۲)
  - ایونتینگ (۲)
  - پرش با اسب (۲)
- شمشیربازی (۷)
- هاکی روی چمن (۱)
- فوتبال (۱)
- ژیمناستیک (۹)
- پنج‌گانه مدرن (۱)
- روئینگ (۷)
- قایقرانی بادبانی (۵)
- تیراندازی (۴)
- وزنه‌برداری (۶)
- کشتی
  - آزاد (۸)
  - فرنگی (۸)

## کشورهای شرکت کننده
در مجموع ۵۹ کشور ورزشکارانی را اعزام کرده‌اند. چهارده کشور اولین حضور رسمی خود را اعلام کردند: گویان انگلیسی (اکنون گویان)، برمه (اکنون میانمار)، ایران، عراق، جاماییکا، لبنان، پاکستان، پورتوریکو، سنگاپور، سوریه، ترینیداد و توباگو، و ونزوئلا هستند این نخستین بار بود که فیلیپین، هند و پاکستان به عنوان کشورهای مستقل در بازی‌های المپیک به رقابت می‌پرداختند. آلمان و ژاپن، هر دو تحت اشغال نظامی متفقین، مجاز به اعزام ورزش‌کاران به این بازی‌ها نبودند. برای ساخت تأسیسات مورد استفاده از کار اجباری زندانیان آلمانی استفاده شد. ایتالیا، با وجود اینکه در اصل یک قدرت محور بود، در ۱۹۴۳ و پس از عزل بنیتو موسولینی به متفقین پیوست و به این کشور اجازه اعزام ورزش‌کار داده شد. اتحادیه جماهیر شوروی دعوت شد، اما آن‌ها تصمیم گرفتند تا هیچ ورزش‌کاری به این مسابقات اعزام نکنند، به جای آن ناظران را برای آمادگی المپیک سال ۱۹۵۲ بفرستند.
| \| - افغانستان (۲۵ ورزشکار) - آرژانتین (۱۹۹) - استرالیا (۷۵) - اتریش (۱۴۴) - بلژیک (۱۵۲) - برمودا (۱۲) - برزیل (۷۰) - میانمار (۴) - کانادا (۱۱۸) - سیلان (۷) - شیلی (۵۴) - چین (۳۱) - کلمبیا (۶) - کوبا (۵۳) - چکسلواکی (۸۷) - دانمارک (۱۶۲) - مصر (۸۵) - فنلاند (۱۲۹) - فرانسه (۳۱۶) - بریتانیای کبیر (۴۰۴) (میزبان) \| - یونان (۶۱) - گویان (۴) - مجارستان (۱۲۹) - ایسلند (۲۰) - هند (۷۹) - ایران (۳۶) - عراق (۱۱) - ایرلند (۷۳) - ایتالیا (۲۱۳) - جامائیکا (۱۳) - کره جنوبی (۴۶) - لبنان (۸) - لیختن‌اشتاین (۲) - لوکزامبورگ (۴۵) - مالت (۱) - مکزیک (۸۸) - موناکو (۴) - هلند (۱۴۹) - نیوزیلند (۷) - نروژ (۸۱) \| - پاکستان (۳۵) - پاناما (۱) - پرو (۴۱) - فیلیپین (۲۶) - لهستان (۳۷) - پرتغال (۴۸) - پورتوریکو (۹) - سنگاپور (۱) - آفریقای جنوبی (۳۵) - اسپانیا (۶۵) - سوئد (۱۸۱) - سوئیس (۱۸۱) - سوریه (۱) - ترینیداد و توباگو (۵) - ترکیه (۵۸) - ایالات متحده آمریکا (۳۰۰) - اروگوئه (۶۱) - ونزوئلا (۱) - یوگسلاوی (۹۰) \| | | |
| - افغانستان (۲۵ ورزشکار) - آرژانتین (۱۹۹) - استرالیا (۷۵) - اتریش (۱۴۴) - بلژیک (۱۵۲) - برمودا (۱۲) - برزیل (۷۰) - میانمار (۴) - کانادا (۱۱۸) - سیلان (۷) - شیلی (۵۴) - چین (۳۱) - کلمبیا (۶) - کوبا (۵۳) - چکسلواکی (۸۷) - دانمارک (۱۶۲) - مصر (۸۵) - فنلاند (۱۲۹) - فرانسه (۳۱۶) - بریتانیای کبیر (۴۰۴) (میزبان) | - یونان (۶۱) - گویان (۴) - مجارستان (۱۲۹) - ایسلند (۲۰) - هند (۷۹) - ایران (۳۶) - عراق (۱۱) - ایرلند (۷۳) - ایتالیا (۲۱۳) - جامائیکا (۱۳) - کره جنوبی (۴۶) - لبنان (۸) - لیختن‌اشتاین (۲) - لوکزامبورگ (۴۵) - مالت (۱) - مکزیک (۸۸) - موناکو (۴) - هلند (۱۴۹) - نیوزیلند (۷) - نروژ (۸۱) | - پاکستان (۳۵) - پاناما (۱) - پرو (۴۱) - فیلیپین (۲۶) - لهستان (۳۷) - پرتغال (۴۸) - پورتوریکو (۹) - سنگاپور (۱) - آفریقای جنوبی (۳۵) - اسپانیا (۶۵) - سوئد (۱۸۱) - سوئیس (۱۸۱) - سوریه (۱) - ترینیداد و توباگو (۵) - ترکیه (۵۸) - ایالات متحده آمریکا (۳۰۰) - اروگوئه (۶۱) - ونزوئلا (۱) - یوگسلاوی (۹۰) |

## جدول مدال‌ها
فهرست زیر شامل ده کشور برتری است که بیشترین امتیاز را در جدول مدال‌ها ازآن خود کردند. کشور انگلستان که میزبان مسابقات بود نتوانست به مقامی بهتر از ۱۲هم در جدول شمارش مدال‌ها دست پیدا کند. تیم ورزشی بریتانیا در این مسابقات سه مدال طلا، چهارده نقره و شش برنز را از آن خود کرد.
      میزبان: بریتانیا
| رتبه  | کشورها              | طلا | نقره | برنز | مجموع |
| ۱     | ایالات متحده آمریکا | ۳۸  | ۲۷   | ۱۹   | ۸۴    |
| ۲     | سوئد                | ۱۶  | ۱۱   | ۱۷   | ۴۴    |
| ۳     | فرانسه              | ۱۰  | ۶    | ۱۳   | ۲۹    |
| ۴     | مجارستان            | ۱۰  | ۵    | ۱۲   | ۲۷    |
| ۵     | ایتالیا             | ۸   | ۱۱   | ۸    | ۲۷    |
| ۶     | فنلاند              | ۸   | ۷    | ۵    | ۲۰    |
| ۷     | ترکیه               | ۶   | ۴    | ۲    | ۱۲    |
| ۸     | چکسلواکی            | ۶   | ۲    | ۳    | ۱۱    |
| ۹     | سوئیس               | ۵   | ۱۰   | ۵    | ۲۰    |
| ۱۰... | دانمارک             | ۵   | ۷    | ۸    | ۲۰    |
| ۱۲    | بریتانیا            | ۳   | ۱۴   | ۶    | ۲۳    |